# 미마사카국

미마사카 국

미마사카국(일본어: 美作国 미마사카노쿠니[*])은 산요도에 위치한 일본의 옛 구니이다. 현재의 오카야마현 동북부와 서북부 일부에 해당한다. 사쿠슈(作州)라고도 한다. (미노국(美濃国)과의 중복을 피하려고 두 번째 글자를 사용한다)

## 군
- 아이타군(일본어판)(英多郡)（あいたぐん）
- 가쓰타군
쇼난군(일본어판)(勝南郡)과 쇼보쿠군(일본어판)(勝北郡)으로 분할되었다가, 1900년에 가쓰다 군(勝田郡)으로 재합병.
- 도마타군(苫田郡)
도마니시군(일본어판)(苫西郡)・도마히가시군(일본어판)(苫東郡)으로 분할되었다가, 후에 사이사이조군(일본어판)(西西条郡)・사이호쿠조군(일본어판)(西北条郡)・도난조군(일본어판)(東南条郡)・도호쿠조군(일본어판)(東北条郡)으로 재분할.
1900년에 도마타 군(苫田郡)으로 재합병.
- 구메군(久米郡)
구메난조군(일본어판)(久米南条郡)・구메호쿠조군(일본어판)(久米北条郡)로 분할되었다가, 1900년에 구메 군(久米郡)으로 재합병.
- 오니와군(일본어판)(大庭郡, 오바 군이라고도 읽음)
1900년, 마시와 군과 함께 마니와군(真庭郡)에 편입.
- 마시마군(일본어판)(真島郡)（ましまぐん）
1900년, 오니와 군과 함께 마니와 군(真庭郡)에 편입.